# Pietro von Abano (Spohr)
Pietro von Abano è un’opera in due atti di Louis Spohr.

## Genesi
Spohr compose l'opera nell'estate del 1827. Il libretto è l'adattamento della novella di Ludwig Tieck Pietro von Abano eseguito da Carl Pfeiffer. Il libretto era stato inizialmente offerto al ventitreenne allievo di Spohr Carl Friedrich Curschmann, ma quando Spohr vide il libretto ne fu impressionato e lo fece suo con grande entusiasmo. La prima ebbe luogo presso l'Hoftheater di Kassel il 13 ottobre 1827 con un buon successo. 
Il protagonista dell’opera è Pietro d'Abano, personaggio storico veneto del ‘300, filosofo, medico e astrologo italiano, insegnante all'Università di Parigi e all'Università di Padova. Pietro d'Abano viene però raffigurato nell'opera come un medico alchemico e negromante.

## Libretto
Atto I
Il nobile fiorentino Antonio Cavalcanti è tornato a Padova per sposare Cecilia, figlia del Podestà. Il giovane si imbatte in un corteo funebre e scopre che Cecilia è defunta. Il corteo è interrotto da un gruppo di studenti che festeggiano Pietro d’Abano appena eletto Rettore dell’università. Pietro si invaghisce della giovane defunta e pianifica di ridonarle la vita con i suoi riti magici.
Antonio, sorpreso da un temporale, trova rifugio in una locanda nella quale è imprigionata Rosa, la gemella di Cecilia, rapita dalla balia Pancrazia quand’era ancora bambina. Rosa è stata ribattezzata Cecilia da Pancrazia per mascherare la sua identità.
Antonio scambia inizialmente Rosa per la scomparsa Cecilia, ma lei lo informa del pericolo. I due cercano di scappare ma sono bloccati da Ildefonso, capo dei rapitori, e dagli altri banditi.
Nel frattempo, Pietro, con il suo demoniaco servitore Beresynth, convoca gli spiriti per cercare di ridare vita al corpo di Cecilia.
Atto II
Antonio, ferito, viene portato nella casa di Pietro per essere curato. Il Podestà, informato da Antonio raduna uomini armati per liberare Rosa.
Pietro riesce a far tornare in vita Cecilia che però rifiuta le sue avances. Quando Pietro si allontana per ricevere l’incarico di incontrare gli ambasciatori pontifici, Antonio entra nella stanza in cui è rinchiusa Cecilia e lei gli rivela che per liberare la sua anima serve la benedizione di un prete nella cattedrale.
Antonio corre a cercare aiuto e incontra il vescovo che gli annuncia l’avvenuta liberazione di Rosa. I due studiano un piano salvare Cecilia, che quando viene liberata augura a Rosa di rimpiazzarla nel cuore di Antonio.
Cecilia viene portata nella cattedrale dove è radunata una gran folla per consacrare Pietro a Rettore dell’università. Antonio denuncia Pietro, che viene condannato a morte dalla folla inferocita.
L’opera si chiude con una preghiera in onore del corpo senza vita di Cecilia.

## Forma
L'opera ha una struttura tradizionale di modello italiano, per numeri chiusi. È composta da un assemblaggio giustapposto, preorganizzato dal libretto, di scene, recitativi, ariosi, arie, pezzi d'assieme (duetti e terzetti) concertati denominati numeri, i quali sono a volte pezzi chiusi poiché ognuno di loro ha un inizio ed una fine e potrebbe essere tranquillamente eseguito e cantato al di fuori dell'opera, e a volte pezzi collegati l'uno all'altro, senza soluzione di continuità. 
L'inserimento dei dialoghi recitati sono dovuti al fatto che nella Kassel del 1827 la legge non permetteva che venisse musicato il testo di un personaggio religioso. Il Vescovo quindi recita solamente, assieme a altre due figure minori (probabilmente per bilanciare). 

## Struttura
Atto I
- Ouverture
- Recitativo e Aria - Antonio
- Coro dei Preti, Coro del Popolo
- Scena e Terzetto - Antonio, Eudoxia, Podestà
- Coro degli Studenti
- Recitativo (Pietro) e Terzetto e Concertato - Eudoxia, Podestà, Pietro, poi Coro del Popolo e Coro dei Preti
- Coro degli Studenti - Dialogo Recitato - Vescovo e Podestà
- Introduzione, Recitativo, Scena ed Aria - Cecilia - Dialogo Recitato - Pancrazia e Antonio
- Recitativo, Scena e Duetto - Cecilia, Antonio
- Scena - Antonio, Ildefonso, Due Rapitori, Cecilia
- Finale - Coro degli Spiriti Invisibili, Pietro, Beresynth, Cecilia

Atto II
- Scena ed Aria - Eudoxia
- Duetto - Eudoxia, Podestà
- Scena, recitativo ed Aria - Pietro
- Scena Recitativi e Duettino - Cecilia, Antonio
- Antonio - Dialogo Recitato - Eudoxia, Vescovo poi Antonio
- Aria - Eudoxia
- Coro del Popolo
- Concertato - Cecilia, Eudoxia, Antonio, Podestà, Coro del Popolo - Dialogo Recitato - Antonio, Vescovo
- Duetto - Cecilia e Antonio
- Coro degli Studenti e Coro del Popolo - Dialogo Recitato - Vescovo
- Finale - Cecilia, Antonio, Pietro, Coro degli Studenti e Coro del Popolo, poi Coro a Voci Infantile e Coro dei Preti

## Orchestra e strumentazione
Da un punto di vista strumentale, egli usa una tipica formazione di epoca biedermeier: 2 Flauti con obbligo di ottavino, 2 Oboi, 2 Clarinetti, 2 Fagotti, 4 Corni, 2 Trombe, 3 Tromboni, Timpani, Percussioni, Violini, Viole, Violoncelli, Contrabbassi, Banda e arpa di scena.
Per dare effetti timbrici alla smaterializzazione corporea di Cecilia, usa gli archi in due gruppi distinti, con sordini e senza sordini, in modo da dare il senso della presenza e della non presenza.
L'aria di Pietro dell'Atto Secondo è strumentata con l'inserimento di un particolare flauto, rarissimo a trovarsi in altre partiture: il flauto terzino in mi bemolle, detto anche flauto di coloratura. È un flauto impiegato per raggiungere altezze sovracute.

## Cori
Nell'opera Pietro von Abano, Spohr fa un grande sfoggio dell'uso del coro misto e nel finale del secondo atto inserisce le angeliche voci bianche. Usa le masse corali dividendole in sezioni, dando loro valore drammatico-simbolico di commento alle scene.